# 2月25日
2月25日是公历（平年）一年中的第56天，离全年结束还有309天（闰年则还有310天）。

## 大事記

### 20世紀以前
- 138年：在盧基烏斯·埃利烏斯·凱撒逝世後，羅馬皇帝哈德良收養並指定安敦寧·畢尤為繼承人。
- 628年：薩珊王朝王子喀瓦德二世向國王霍斯勞二世發動政變，並自立為帝國統治者。
- 645年：中国唐朝佛教僧侣玄奘自印度学成归国，回到京城长安。
- 1570年：教宗庇护五世发布教宗诏书《在至高处统治》，开除英格兰女王伊莉莎白一世教籍。
- 1836年：美国发明家塞缪尔·柯尔特改进左轮手枪的设计，并在数个国家申请专利。

### 20世紀
- 1901年：J·P·摩根创办美国钢铁公司。
- 1906年：南昌教案发生。
- 1921年：蘇聯紅軍開始入侵喬治亞民主共和國首都提比里斯，建立喬治亞蘇維埃社會主義共和國。
- 1933年：美國海軍第一艘專門建造的航空母艦遊俠號下水。
- 1942年：二战：中国远征军进入缅甸。
- 1946年：国共达成整军协定将红军整编为国军。
- 1947年：聯合國管理委員會頒布的第46條法令，宣佈“普鲁士国中央政府及附属各级机关即日起解散”。[1]
- 1949年：中华民国海军巡洋舰重庆号宣布加入中国人民解放军。
- 1950年：中华民国代理總統李宗仁遭到弹劾。
- 1951年：首届泛美运动会在阿根廷首都布宜诺斯艾利斯举行。
- 1954年：纳赛尔就任埃及首相。
- 1956年：苏联共产党领袖尼基塔·赫鲁雪夫在第二十次代表大会发表批判约瑟夫·史达林的秘密报告。
- 1957年：岸信介就任日本首相。
- 1972年：董必武和萨巴赫·萨利姆·萨巴赫通电话，祝贺科威特国庆日，一般被视为董必武出任中华人民共和国代理主席的开始。
- 1977年：九巴一輛51號線巴士，由大角咀碼頭駛往元朗途中，於石崗撞死一名騎單車男子後，衝入一間超級市場後全車焚毀，事故造成六死二十二傷。
- 1986年：菲律宾人民力量革命成功推翻费迪南德·马科斯独裁政权，反对派领导人柯拉蓉·艾奎诺继任总统。
- 1990年：比奧萊塔·查莫羅当选尼加拉瓜第一位女总统。
- 1991年：华约政治协商委员会特别会议宣布华沙条约组织所有军事机构将全部解散。
- 1992年：纳戈尔诺－卡拉巴赫战争期间亚美尼亚军队于阿塞拜疆纳哥诺卡拉巴克地区进行种族屠杀，最终造成当地613位阿塞拜疆族族人丧生。
- 1994年：以色列医生巴鲁赫·戈尔茨坦向在麦比拉洞礼拜的穆斯林开枪，造成29人死亡。

### 21世紀
- 2008年：李明博就任韓國第17任總統。
- 2008年：勞爾·卡斯特羅接替兄長菲德爾·卡斯特羅出任古巴國家元首。
- 2009年：孟加拉國準軍事組織步槍隊的成員在首都達卡的步槍隊總部發動叛亂，並和政府軍警發生槍戰，造成約50人死亡。
- 2009年：東北季候風偏弱，香港天氣異常溫暖，香港天文台於當日錄得最高氣溫28.3°C，是自1884年有記錄以來2月份的最高氣溫。[2]
- 2011年：美國海軍福特級核動力航空母艦二号舰CVN-79在紐波特紐斯造船廠切割第一块钢板。
- 2013年：朴槿惠就任韩国第18任总统，是韩国历史上第一位女总统。
- 2018年：中国共产党中央委员会提议从宪法中删除中华人民共和国主席和副主席“连续任期不得超过两届”的表述。[3]
- 2021年：中共在北京召开全国脱贫攻坚总结表彰大会，宣布贫困人口全面脱贫，脱贫攻坚战取得“全面胜利”。

## 出生
- 449年：前廢帝劉子業，南朝宋皇帝（466年逝世）
- 1643年：艾哈迈德二世，奥斯曼帝国苏丹（1695年逝世）
- 1746年：查爾斯·科茨沃斯·平克尼，美國政治人物、開國元勳（1825年逝世）
- 1778年：何塞·德·圣马丁，阿根廷將軍，南美洲独立运动领袖（1850年逝世）
- 1828年：雅各布·波什爾，奧地利物理學家（1907年逝世）
- 1841年：皮耶-奧古斯特·雷諾瓦，法国印象派画家（1919年逝世）
- 1871年：列霞·烏克蘭卡，烏克蘭文學家、詩人、劇作家、社會活動家（1913年逝世）
- 1873年：恩里科·卡鲁索，意大利男高音（1921年逝世）
- 1877年：，蘇格蘭職業足球運動員（1935年逝世）
- 1879年：洛伊爾·哈伍德·弗羅斯特，美國天文學家（1950年逝世）
- 1887年：列斯·庫爾巴斯，烏克蘭戲劇與電影導演（1937年逝世）
- 1888年：约翰·福斯特·杜勒斯，美国国务卿（1959年逝世）
- 1897年：林育英，中國共產黨早期領導人之一（1942年逝世）
- 1910年：白嘉時，香港政治人物（1998年逝世）
- 1911年：谭其骧，中国历史学家、历史地理学家（1992年逝世）
- 1915年：拉惹勒南，新加坡政治人物（2006年逝世）
- 1917年：安东尼·伯吉斯，英国小说家（1993年逝世）
- 1920年：文鲜明，韩国统一教创办人、教主（2012年逝世）
- 1928年：保羅·埃爾夫斯特倫，丹麥男子帆船運動員（2016年逝世）
- 1928年：許文龍，台灣企業家，奇美實業創辦人（2023年逝世）
- 1930年：趙其國，中國土壤地理學家（2023年逝世）
- 1931年：顧嘉煇，香港音樂家，和黃霑合作了無數的經典作品，如《上海灘》等。（2023年逝世）
- 1931年：托尼·布魯克斯，英國賽車手（2022年逝世）
- 1940年：呂運計，韓國女演員（2009年逝世）
- 1943年：乔治·哈里森，英國流行樂手，披頭士成員（2001年逝世）
- 1946年：陶傳正，臺灣實業家、主持人、演員
- 1947年：李·埃文斯，美國男子短跑運動員（2021年逝世）
- 1948年：羅伯特·G·布蘭德，美國數學家、運籌學家
- 1949年：阿敏·馬盧夫，黎巴嫩裔法國作家
- 1950年：内斯托尔·基什内尔，阿根廷政治家（2010年逝世）
- 1950年：尼爾·喬丹，愛爾蘭電影導演、編劇
- 1952年：程旭輝，新加坡男演員
- 1958年：王芷蕾，台灣歌手
- 1962年：許晉亨，香港中建企業董事
- 1965年：楊繡惠，台灣女演員
- 1966年：王書麒，香港男演員
- 1966年：阿萊克斯·德尼索夫，美國男演員
- 1968年：劉玉婷，香港演員
- 1968年：日高奈留美，日本女演員、聲優
- 1970年：李綺虹，香港電視、電影演員
- 1971年：西恩·艾斯汀，美國男演員、電影導演
- 1971年：丹尼爾·帕德，加拿大歌手、鋼琴家
- 1972年：有野晉哉，日本搞笑藝人
- 1973年：安森·蒙特，美國男演員
- 1974年：迪芙亞·巴爾蒂，印度女演員（1993年逝世）
- 1974年：森久保祥太郎，日本男性聲優
- 1974年：多米尼克·拉布，英國政治人物，前任英國副首相
- 1975年：千葉千惠巳，日本女性聲優
- 1976年：寺本幸代，日本动画导演
- 1976年：拉什達·瓊斯，美國女演員、導演、作家、製片人
- 1978年：耶齊德·曼蘇里，阿爾及利亞職業足球員
- 1980年：卡什·帕特爾，美國律師、政府特工，現任聯邦調查局長
- 1981年：韓宜邦，台灣歌手
- 1981年：Tiv，韓國女性漫畫家、插畫家
- 1981年：沙希德·卡普爾，印度男演員
- 1982年：黃啟昌，香港配音員
- 1982年：克里斯·拜尔德，北愛爾蘭足球運動員
- 1983年：王子逸，華裔美國導演、編劇、製片人
- 1984年：黃婉曼，香港主持人、前新聞主播
- 1984年：松本若菜，日本女演員
- 1984年：Superfly，日本女歌手
- 1984年：弗拉季斯拉夫·達萬科夫，俄羅斯政治人物
- 1985年：喬金·諾亞，美國職業籃球員
- 1986年：手束真知子，日本寫真女星，前SKE48、SDN48成員
- 1986年：賈米拉·賈米爾，英國女演員、電台主持人、活動家
- 1987年：朴政民，韓國男演員
- 1988年：鄒凱，中國體操運動員
- 1989年：花澤香菜，日本女性聲優、演員
- 1989年：李相花，韓國速滑運動員
- 1989年：卓君澤，台灣體育主播
- 1990年：黄雪辰，中國女子花樣游泳運動員
- 1990年：何建曦，香港男子團體C AllStar成員
- 1990年：凯莉·帕尔默，澳大利亚女子游泳运动员
- 1992年：荷黑·索列爾，美國職業棒球運動員
- 1993年：可晴，馬來西亞女歌手、演員
- 1994年：尤金妮·保查特，加拿大女子網球運動員
- 1995年：金永宰，韓國男演員
- 1996年：史兆怡，中國女歌手
- 1996年：王子奇，中國男演員
- 1997年：伊莎贝拉·弗尔曼，美國女演員、童星
- 1999年：朴敏赫，韓國男子偶像團體ASTRO成員
- 1999年：雅茲敏·萊恩，美國職業足球運動員
- 2003年：Haewon，韓國女子偶像團體NMIXX成員

## 逝世
- 1553年：平手政秀，日本政治家，织田信长的傅役兼大老（1492年出生）
- 1577年：埃里克十四世，瑞典国王（1533年出生）
- 1713年：腓特烈一世，普鲁士国王（1657年出生）
- 1715年：蒲松龄，中国小说家（1640年出生）
- 1723年：克里斯多佛·雷恩，英國天文學家、建築師（1632年出生）
- 1802年：查爾斯·奧哈拉，愛爾蘭－英國軍官（1740年出生）
- 1850年：道光皇帝，中国清朝皇帝（1782年出生）
- 1852年：托马斯·摩尔（英语：Thomas Moore），爱尔兰诗人（1779年出生）
- 1864年：安娜·哈里遜，美國第一夫人（1775年岀生）
- 1878年：湯森·哈里斯，美國商人、外交官（1804年岀生）
- 1888年：約瑟夫·潘契奇，塞爾維亞植物學家（1814年岀生）
- 1912年：威廉四世，盧森堡大公（1852年出生）
- 1947年：弗裡德里希·帕邢，德國物理學家（1865年出生）
- 1957年：約瑟夫·奧古斯都·扎雷利（发现尸体日期），美国费城男童，谋杀案受害者，即“箱中男孩”（1953年出生）
- 1971年：特奥多尔·斯韦德贝里，瑞典化学家（1884年出生）
- 1975年：向前，中華民國大陸時期軍事人物，香港社會活動家（1907年出生）
- 1982年：趙元任，中國語言學家（1892年出生）
- 1983年：田纳西·威廉斯，美国剧作家（1911年出生）
- 1986年：杜聰明，台灣第一位醫學博士，創立高雄醫學院（1893年出生）
- 1987年：詹姆斯·可可（英语：James Coco），美国演员（1930年出生）
- 1994年：巴魯赫·戈爾茨坦，以色列猶太恐怖分子（1956年出生）
- 1996年：吳漢潤，柬埔寨裔美國醫生、演員、作家（1940年出生）
- 1999年：格倫·西奧多·西博格，美國核化學家，1951年諾貝爾化學獎得主（1912年出生）
- 2001年：唐纳德·布莱德曼，澳大利亞職業板球運動員（1908年出生）
- 2005年：彼得·本南森，英國律師、人權活動家，國際特赦組織創始人（1921年出生）
- 2006年：梁靈光，前廣東省委書記、省長；珠江三角洲概念提倡者（1916年出生）
- 2006年：达伦·麦克加文（英语：Darren McGavin），美國演員（1922年出生）
- 2012年：陳之藩，臺灣電機工程學者、作家[4]（1925年出生）
- 2020年：穆罕默德·胡斯尼·穆巴拉克，埃及政治人物，第4任埃及總統（1928年出生）
- 2022年：亞歷山大·奧克桑琴科，烏克蘭戰鬥機飛行員、烏克蘭英雄（1968年出生）
- 2023年：楊占家，中國電影美術師（1936年出生）
- 2024年：宗慶後，中國企業家，娃哈哈集團創始人（1945年出生）
- 2024年：李影，香港女演員（1953年出生）
- 2025年：朱樹勳，台灣醫師，亞東醫院院長（1937年出生）

## 节假日与习俗
- 科威特：国庆日
- 菲律賓：人民力量革命紀念日
- ：蘇聯佔領日（英语：Soviet Occupation Day (Georgia)）